# Альхесирасская конференция

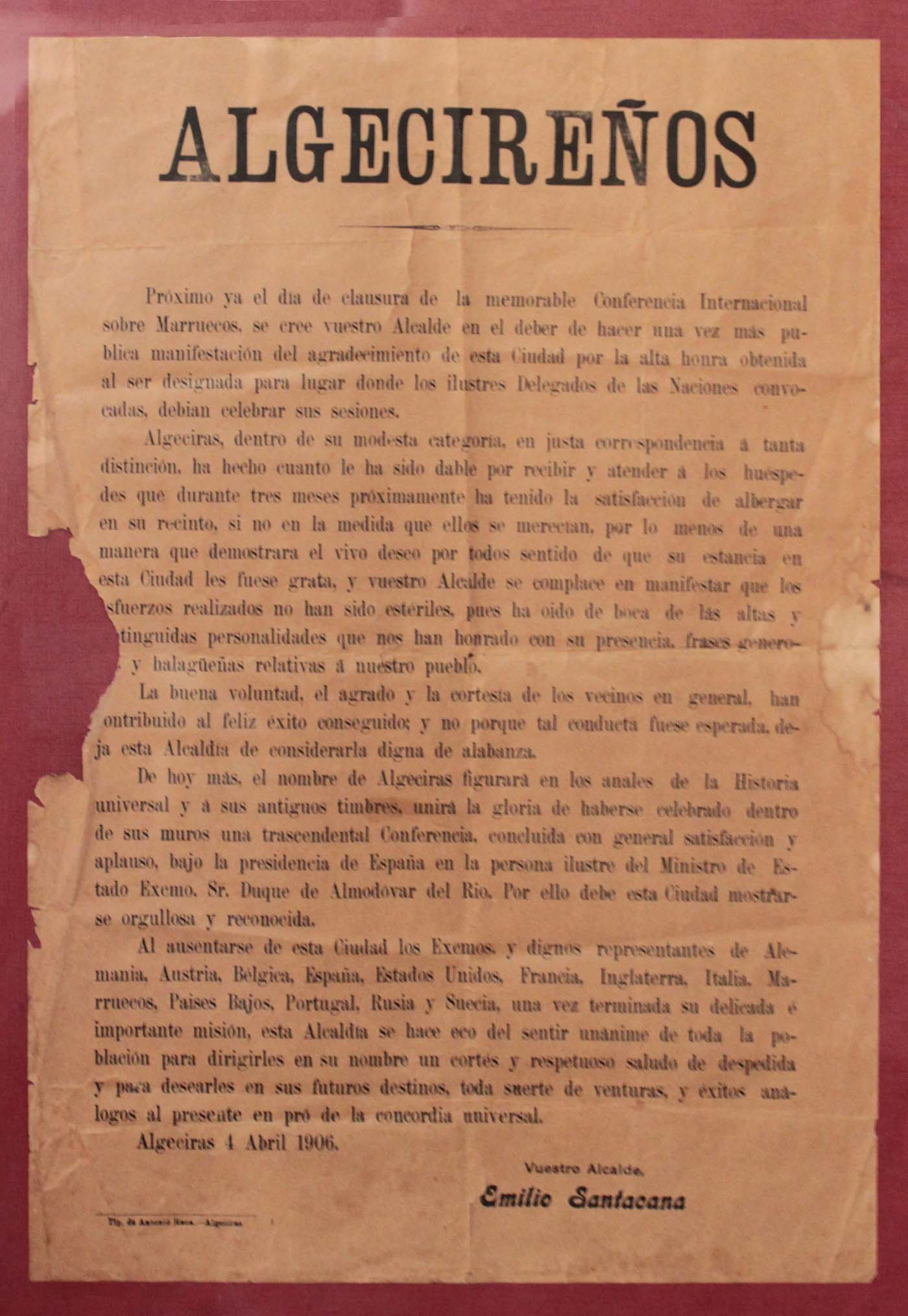
Документ о закрытии конференции подписанная муниципальными властями

Альхеси́расская конфере́нция проходила в испанском городе Альхесирас с 16 января по 7 апреля 1906 года.  В конференции приняли участив 11 европейских держав (Германия, Франция, Англия, Австро-Венгрия, Россия, Италия, Испания, Бельгия, Нидерланды, Португалия и Швеция), а также США и Марокко. Она была созвана по требованию Германии с тем, чтобы разрешить Танжерский кризис. Оказавшись на конференции в международной изоляции, Германия была вынуждена пойти на уступки относительно экспансии в Марокко.
Францию на конференции поддержали Великобритания, Италия и Россия, на стороне Германии выступила только Австро-Венгрия. Позиции стран объяснялись следующими соображениями:
- Великобритания боялась усиления немцев на севере Марокко, так как это могло угрожать её интересам в Гибралтарском проливе. Совсем недавно было подписано англо-французское соглашение 1904, по которому Франция и Британия обещали друг друга поддерживать во всех конфликтах.
- Италия поддержала Францию, для того чтобы Франция в будущем поддержала Италию, когда последняя начнёт войну против Османской империи (см.: Итало-турецкая война).
- Россия поддержала Францию, исполняя союзный долг перед ней, так как по заявлениям самих же российских дипломатов, Россия не имела политического интереса к Марокко. Однако, кроме союзного долга, Россия исполняла обещание, данное Государем французскому правительству в ответ на оказанное им давление на французских банкиров в деле скорого заключения внешнего займа, необходимого России для поддержания финансовой стабильности в период волнений 1905-1907 годов[3].

Конференция закончила свою работу 7 апреля 1906 г. подписанием трактата, определившего положение марокканского государства.
Психологическое давление на немцев во время конференции оказывал вошедший в Гибралтарский пролив британский флот. Установление французского протектората над Марокко было отложено. Но Франция получила возможность дальнейшего расширения своего влияния в Марокко. Пять лет спустя Франция и Германия вновь схлестнулись по вопросу о контроле над этой стратегически расположенной территорией (см.: Второй марокканский кризис).